# Famista 64
Famista 64 (フ ァ ミ ス タ 64) es un videojuego de béisbol desarrollado y publicado por Namco para la Nintendo 64 en 1997 exclusivamente en Japón. Es el duodécimo juego en la serie de juegos de béisbol Famista, y fue uno de los videojuegos exclusivamente desarrollados por Namco para la Nintendo 64. Originalmente pensado como una entrega de la serie World Stadium, Famista 64 fue el primer videojuego de Namco en una plataforma de Nintendo desde 1994, luego de varias largas discusiones entre las dos compañías desde finales de la década de 1980 que terminaron con Namco prefiriendo Sony y su consola, la PlayStation, convirtiéndose en uno de los desarrolladores externos dominantes del sistema. Recibió críticas en gran parte mixtas por su juego simplista y la falta de valor de repetición. Varios también se sintieron decepcionados de que Namco decidiera convertir su primer juego para la plataforma en un título deportivo en lugar de portar varios de sus juegos de PlayStation, como la serie Tekken.

## Desarrollo y lanzamiento
El juego originalmente se tituló World Stadium 64 y, en cambio, se basó en la serie de béisbol World Stadium de Namco de larga duración, considerada el juego de arcade equivalente a Family Stadium, y en un principio se programó para su lanzamiento a principios de 1997. El portavoz de Namco, Chris Bull, anunció una localización en América del Norte, pero nunca se publicó. Se mostró al público en el Tokyo Game Show de septiembre de 1997, junto con Klonoa: Door to Phantomile y Namco Museum Encore, que se dijo que se había completado aproximadamente al 50%.

## Recepción
Famista 64 se encontró con una reacción mixta a negativa de los críticos, particularmente de los revisores de importación; las quejas comunes incluyeron su juego simplista y la falta de valor de repetición. Algunos también se sintieron decepcionados de que Namco eligiera en su lugar hacer un juego de deportes en lugar de traer muchos de sus exitosos títulos de PlayStation, sobre todo la serie Tekken. El juego fue un éxito comercial, vendiendo 31,393 copias en dos días y convirtiéndose en el séptimo juego más vendido en Japón durante noviembre de ese año. En marzo de 1998, se convirtió en el cuarto juego de Nintendo 64 más vendido en Japón, detrás de Yoshi's Story, Diddy Kong Racing y Jikkyou Powerful Pro Baseball 5.